# Langå Egeskov
Langå Egeskov eller Langå Østerskov er en 17 hektar stor 2-300 år gammel græsningsegeskov ved Langå, ved Gudenåens bred, 12 km sydvest for Randers umiddelbart øst for Langå Station.
Danmarks Naturfond købte området i 1992 af Løjstrup Gods, for midler fra en jubilæumsgave fra medlemmerne og Danmarks kommuner, i forbindelse med Danmarks Naturfredningsforenings 75-års jubilæum i 1986.
Langå Egeskov er en af de få skove i Danmark hvor der stadig er kreaturgræsning som i landsbyfællesskabets tid før 1800, hvilket giver kroget, kreaturbidt egeskov, som vi genkender fra den danske guldalders malere. Græsning i skovene blev ellers forbudt i 1802 med skovforordningen. Naturfonden har fået dispensation. Så den "ulovlige" græsning fortsætter.
Langs skovkanten løber den såkaldte pramdragersti mellem Randers og Silkeborg.
- Egetræer i Langå Egeskov
- Græsningseng ved Gudenåen
- Lysning i skoven
- Pramdrageregen

## Eksterne kilder og henvisninger
- Wikimedia Commons har flere filer relateret til Langå Egeskov
- Om Langå Egeskov  Arkiveret 13. april 2016 hos  Wayback Machine på danmarksnaturfond.dk

56°23′2.24″N 9°54′7″Ø / 56.3839556°N 9.90194°Ø